# Hartmann von An der Lan-Hochbrunn

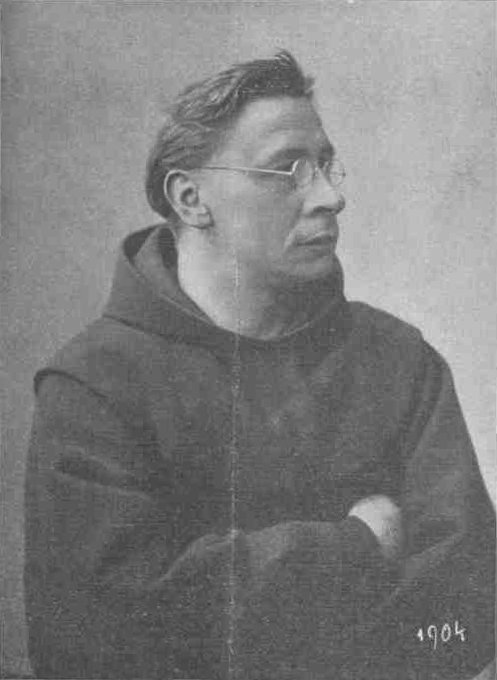
Hartmann von An der Lan-Hochbrunn

Pater Hartmann von An der Lan-Hochbrunn OFM (* 21. Dezember 1863 in Salurn, Kaisertum Österreich als Paul Eugen Josef von An der Lan zu Hochbrunn; † 6. Dezember 1914 in München), war ein österreichischer Komponist, Organist und Dirigent.

## Leben
Hartmann von An der Lan-Hochbrunn entstammte einem uralten Tiroler Adelsgeschlecht und wurde als Sohn eines Eisenbahnbeamten in Salurn geboren. Seine ersten musikalischen Studien absolvierte er an der Musikschule in Bozen. In Salzburg trat er sechzehnjährig dem Franziskanerorden bei und empfing 1886 in Brixen die Priesterweihe. Er war zuerst in Lienz (Pustertal) und später in Reutte (Tirol) Organist und Chordirektor, studierte dann in Innsbruck bei Josef Pembaur Komposition und Instrumentallehre und wurde 1893 Organist an der Salvatorkirche und Direktor der Philharmonie in Jerusalem, von 1894 an auch Organist an der Grabeskirche. 1895 kam er nach Rom und wirkte dort als Organist an der Kirche Santa Maria in Aracoeli auf dem Kapitol und von 1901 an als Direktor des Konservatoriums auf der Piazza Santa Chiara. Im gleichen Jahr unternahm Pater Hartmann eine Konzertreise nach Sankt Petersburg zur Uraufführung seines Oratoriums „St. Franziskus“, die unter seiner persönlichen Leitung stattfand. Neben anderen Ehrungen fand er Aufnahme in den römischen Kreis der 24 Unsterblichen. Seit 1906 lebte Pater Hartmann im Münchner Franziskanerkloster St. Anna im Lehel – mit Unterbrechung durch einen Aufenthalt 1906/07 in New York.

## Werke

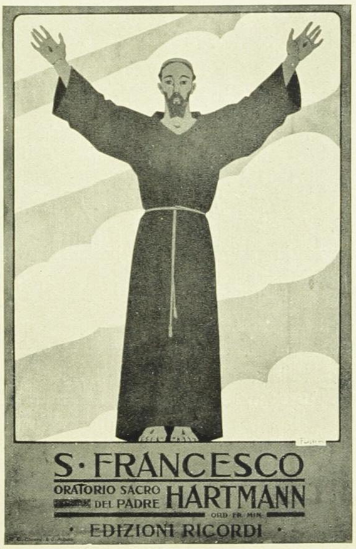
Franz Laskoff: Plakat zu San Francesco (1911)

Hartmann verfasste hauptsächlich geistliche Werke. Die wichtigsten sind:
- St. Petrus (Oratorium in drei Teilen), Mailand 1900
- St. Franziskus (Oratorium in drei Teilen), Mailand und Sankt Petersburg 1901
- Das letzte Abendmahl (Oratorium in zwei Teilen), Mailand 1904, Würzburg 1905
- Der Tod des Herrn (Oratorium in zwei Teilen), Mailand und Amberg 1906
- Die sieben letzten Worte Christi am Kreuze (Oratorium in zwei Teilen), Brooklyn/New York 1908
- Te Deum (Oratorium in drei Teilen), Mailand und München 1913.
- Liturg. Choral-Leitmotiv-Messe, Augsburg – Wien 1909
- Messe f. 2 Singst. u. Org., ebd. 1903
- Requiem f. Männerchor, Mailand 1913
- Miserere f. 6st. gem. Ch., ebd. 1904
- Ave Maria f. gem. Ch., ebd. 1905
- Rosenkranzlieder f. 4st. gem. Ch. u. Org., Augsburg 1903
- Zwei Kirchenstücke für Gesang und Begleitung (Tantum ergo, Ave Maria)

Des Weiteren existieren eine Orgelsonate und Klavierstücke.
Hartmann ist außerdem der Verfasser folgender Schriften:
- Das wunderthätige Jesukind von Aracöli in Rom, genannt „Santo Bambino“, München 1897
- P. Peter Singer. Ein Gedenkblatt zum hundertsten Geburtstage des Künstlers, zugleich ein Beitrag zur Musikgeschichte des 19. Jahrhunderts, Innsbruck 1910